# Nguyễn Khánh
Nguyễn Khánh (8 de noviembre de 1927 - 11 de enero de 2013) fue un militar survietnamita que ejerció como jefe de Estado de Vietnam del Sur, aunque oficialmente en aquellos tiempos fue el jefe del Estado Mayor del ejército de tierra (ERVN). Khanh se desempeñaba como el jefe del gobierno en exilio de la RVN, el Gobierno de Vietnam Libre, y en el pasado fue general, jefe de estado mayor, y comandante supremo del ERVN, y embajador de la RVN. Desde el 2 de enero de 2005 se desempeñó como jefe de estado del «Gobierno de Vietnam Libre» (inglés: Government of Free Vietnam), un grupo anticomunista de exiliados vietnamitas que desean derribar el actual régimen político en Vietnam. Ningún estado reconoce a dicho grupo.

## Primeros años
Nguyen Khanh, nació en la provincia Trà Vinh, fue el hijo del dueño de un club nocturno en Da Lat. Khanh se unió a los Viet Minh, el movimiento de rebeldes vietnamitas liderado por Hồ Chí Minh para independizar Vietnam de la Unión Francesa. Khanh se separó de los Viet Minh cuando se dio cuenta de sus intenciones de establecer un régimen comunista en el nuevo estado, y se unió al oponente Ejército Nacional de Vietnam, que era leal al Emperador Bao Dai, y participó en la Guerra de Indochina contra los Viet Minh.

## Oficial militar
En 1946  cumplió sus estudios en la Escuela Militar Especial de Saint-Cyr y la escuela de paracaidistas, recibiendo el grado «Indochine». Luego cursó estudios en las academias militares en Vien Dong y Saint Saumur (Francia) y ascendió al grado de teniente. Entre 1949 y 1952, comandó una compañía de paracaidistas en la Operación Hoa Binh en Vietnam del Norte bajo el mando del General Jean de Lattre de Tassigny. Desde 1953 hasta 1955, con el grado de mayor, fue el comandante del 13° Batallón del ERVN en Can Tho. Cubrió luego otros puestos como el de comandante de división del 11° Grupo de Infantería Móvil como teniente coronel, y fue comandante de la Zona Occidental desde la salida de fuerzas francesas de Indochina. En 1956-57 fue comandante de la 1a División de Infantería del ERVN, y asistió a la Escuela de Comando y Estado Mayor en Fort Leavenworth, Kansas.
Además de servir como comandante regional de Hau Giang, Khanh recibió el comando de la región del IV Corps (Cuarto Cuerpo; durante la Guerra de Vietnam la RVN se dividió en cinco zonas militares). Luego se desempeñó como secretario general del ministerio de defensa y miembro del estado mayor de las fuerzas armadas (el estado mayor del ERVN, la Fuerza Aérea de Vietnam (FAVS), y la Armada de la República de Vietnam (ARVN)),  mayor general y comandante del II Corps, y teniente general y comandante de I Corps en Saigon.

## Régimen militar
Durante el golpe militar del 11 de noviembre de 1960 Khanh no estuvo de parte de los amotinados, y ayudó en la represión del golpe. Pero tres años después, cuando el General Duong Van Minh dirigió su propio golpe, Khanh participó con Minh en el derrocamiento del primer presidente de la RVN, Ngo Dinh Diem. Hasta entonces tanto Khanh como Minh eran conocidos como leales a Diem. Durante el gobierno de Diem, Khanh sirvió como comandante del ERVN en el área norteña de la RVN. Sin embargo, aunque Minh fue designado como jefe del estado, los miembros de la junta gobernante consideraron que éste era demasiado apático y planearon un golpe que designó a Khanh como el reemplazante de Minh. El golpe exitoso se cumplió el 30 de enero, y Minh fue obligado a retirarse al exilio en Tailandia.
En una carta del embajador de los Estados Unidos Henry Cabot Lodge, Jr. al Secretario de Estado norteamericano Dean Rusk, expresó una razón posible por la que Khanh decidió derribar a Minh:
«El General Nguyen Khanh me dijo  el 25 de mayo que cuando el presidente Ngo Dinh Diem fue derrocado se halló un portafolios que contenía $1 millón de dólares en las "denominaciones más altas". Y que el General Duong Van Minh tomó posesión del portafolios y nunca lo devolvió. El añadió que el General Minh tomó posesión de 40 kilogramos de lingotes de oro. . . Yo le aconsejé al General Khanh no hacerlo público, por temor a que se dañara la confianza popular en los generales. Él tenía la esperanza de que el General Minh habría salido discretamente».
Además de aquella razón, Nguyen Khanh había dicho que Minh y el General Tran Van Dong planearon guiar la RVN a una política neutralista en la Guerra Fría, lo opuesto a las creencias anti-comunistas de Khanh.

## Gobierno de Khanh
Nguyen Khanh tomó una posición de línea dura en la Guerra de Vietnam, diciendo  el 19 de julio de 1964 que la RVN tenía que expandir la guerra en Vietnam del Norte (en lugar de solo repeler las ataques del norte). Minh se desempeñó entonces como jefe del Consejo Militar Revolucionario, y los cargos de presidente y primer ministro fueron ocupados hasta septiembre de 1964 por Minh (hasta que fue detenido en arresto domiciliario), cuando Phan Khac Suu fue designado como presidente y Tran Van Huong como el primer ministro. De hecho, Khan gobernó tanto antes y después de la designación de Suu y Huong como el jefe de estado auténtico de Vietnam de Sur, ellos fueron sus títeres.
Durante el gobierno de Khanh el ejército survietnamita (ERVN) sufrió una derrota en su guerra contra los Viet Cong en la batalla de Long Binh. En agosto de 1964 se realizó un golpe fracasado contra Khanh, una revuelta de la minoría Montagnard de las tierras altas centrales de la RVN, y una huelga obrera en Saigon.

## Derrocamiento
En febrero de 1965, un golpe militar dirigido por el Mariscal del Aire Nguyen Cao Ky y el General Nguyen Van Thieu  consiguió derribar el régimen de Nguyen Khanh. Luego de deponerlo, el gobierno de Ky y Thieu designó a Khanh como el embajador survietnamita a Francia.